# Charlotte Campion
Charlotte Campion (Relegem, 20 juni 1991) is een Vlaamse actrice en musicalster. Ze studeerde in 2013 af aan het Koninklijk Conservatorium Brussel, afdeling musical.
In 2003 deed Campion mee aan Eurosong voor kids, de preselecties voor het Junior Eurovisiesongfestival. Met ‘Hey kids hier’ strandde ze in de halve finale.
Campion stond al op jonge leeftijd in musicals en speelde tot haar opleiding in zowel Vlaanderen, Wallonië als Nederland kleine en grotere rollen. Haar eerste hoofdrol volgde net na haar afstuderen, wanneer Stany Crets haar cast als Assepoester in Assepoester, het tamelijk ware verhaal.
In 2014 speelde ze de hoofdrol in The Sound of Music, de derde keer dat ze een rol in deze musical mocht spelen: ze begon als Gretl in 2002, speelde een aantal jaren later Louisa, om te eindigen als Maria.
In 2018 sprak Campion in de stem in van Pocahontas voor de Disney-animatiefilm Ralph Breaks the Internet.

## Theater
| Titel                                  | Rol                                                                    | Soort theater               | Producent                                  | Jaar      |
| -------------------------------------- | ---------------------------------------------------------------------- | --------------------------- | ------------------------------------------ | --------- |
| The Sound of Music                     | Gretl                                                                  | musical                     | Stage Entertainment                        | 2002      |
| Doornroosje                            | kleine Doornroosje                                                     | musical                     | Studio 100                                 | 2002      |
| Kuifje: De Zonnetempel                 | Fleur                                                                  | musical                     | Tabas&Co en Moulinsart                     | 2002      |
| The Sound of Music                     | Louisa                                                                 | musical                     | Stage Entertainment                        | 2004      |
| Raisonnez                              |                                                                        | theater                     | Toneelgroep NUNC                           | 2005      |
| Annie                                  |                                                                        | musical                     | Festivaria                                 | 2005      |
| Jesus Christ Superstar                 | Ensemble                                                               | musical                     | Faluintjestheater                          | 2007      |
| West Side Story                        |                                                                        | musical                     | Festivaria                                 | 2007      |
| Het Geslacht Borgia I                  |                                                                        | theater                     | Toneelgroep NUNC                           | 2008      |
| Anatevka (Fiddler on the Roof)         | Bielke                                                                 | musical                     | Mark Vijn theaterproducties                | 2008      |
| Company                                |                                                                        | musical                     | Koninklijk Conservatorium Brussel          | 2011      |
| A Little Night Music                   | Petra                                                                  | musical                     | Koninklijk Conservatorium Brussel          | 2012      |
| Spring Awakening                       |                                                                        | musical                     | Koninklijk Conservatorium Brussel          | 2012      |
| City of Angels                         |                                                                        | musical                     | Koninklijk Conservatorium Brussel          | 2012      |
| Midzomernachtsdromen                   | Puck                                                                   | musical                     | Koninklijk Conservatorium Brussel          | 2013      |
| A class act                            |                                                                        | musical                     | Koninklijk Conservatorium Brussel          | 2013      |
| Assepoester, het tamelijk ware verhaal | Assepoester                                                            | musical                     | Music Hall                                 | 2013      |
| The Sound of Music                     | Maria                                                                  | musical                     | Music Hall & Albert Verlinde Entertainment | 2014      |
| Moby Dick                              |                                                                        | theater                     | Tweelicht & Zoon                           | 2014      |
| Fleur (of de koorddanseresprinses)     |                                                                        | theater                     | Tweelicht & Zoon                           | 2014      |
| Assepoester                            | Priscilla                                                              | musical                     | Van Hoorne Theaterproducties               | 2015      |
| Bonnie en Clyde                        | Bonnie Parker                                                          | musical                     | BSO producties                             | 2019      |
| James de musical                       | Natalia, Karen Damen, ensemble, de juf van Alex Agnew, Maaike Cafmeyer | musical, televisieprogramma | Dedsit                                     | 2021-2024 |
| RENT!                                  | Maureen Johnson                                                        | musical                     | Deep Bridge                                | 2022      |
| Vergeet Barbara                        | Ensemble                                                               | musical                     | Studio 100                                 | 2022-2023 |
| Red Star Line                          | Ensemble / US Marie                                                    | musical                     | Studio 100                                 | 2023-2024 |
| De 3 Biggetjes                         | Ensemble als Muis / US Knirri / US Pluisje                             | musical                     | Studio 100                                 | 2024      |
| Grand Show: Folie Royal                |                                                                        | variété                     | Cheval Blanc                               | 2024      |
| Tien om te Zien de musical             | Ensemble / US Anne                                                     | musical                     | Studio 100                                 | 2024      |

## Persoonlijk
Campion is getrouwd met stemacteur Mike Wauters.